# Bombardamento a tappeto

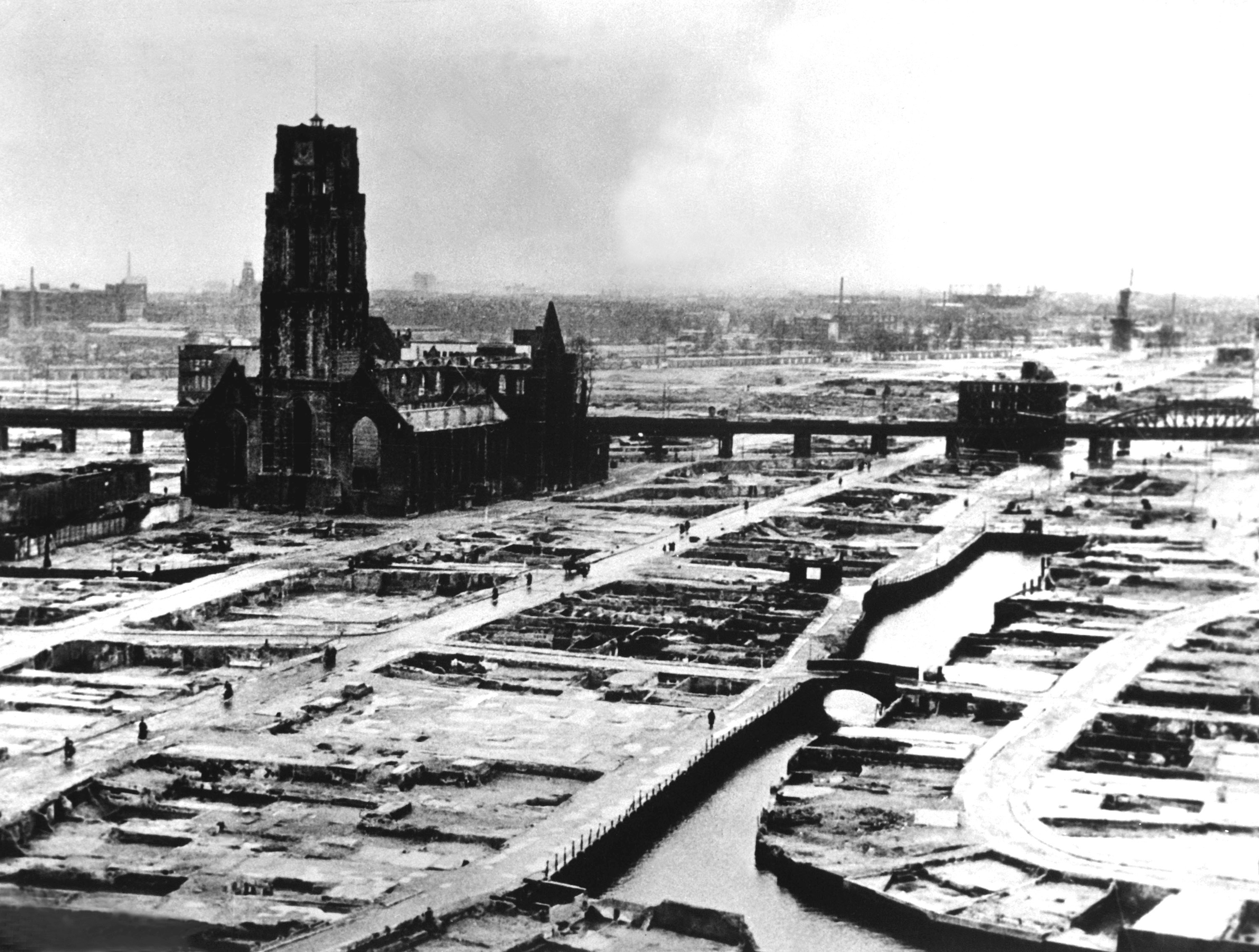
Bombardamento a tappeto tedesco su Rotterdam, maggio 1940

Il bombardamento a tappeto (o bombardamento d'area o anche bombardamento di saturazione) è una tecnica di bombardamento aereo condotta indiscriminatamente su vaste aree di territorio nemico, tesa a colpire infrastrutture strategiche (impianti di produzione industriale, linee di comunicazione, centri logistici...), ma talvolta usata anche contro la popolazione civile, per demoralizzala e fiaccarne la resistenza.
Questa pratica fu largamente adoperata durante la seconda guerra mondiale, soprattutto da inglesi ed americani, utilizzando numerosi bombardieri (a volte oltre un migliaio) per riversare sul bersaglio bombe a caduta libera, spesso con una elevata percentuale di ordigni incendiari (termite, napalm, fosforo bianco e simili). Talvolta, alle bombe incendiarie si affiancavano bombe ritardate, o a tempo, per colpire i pompieri che si sarebbero precipitati a spegnere gli incendi.
Con questa tecnica si potevano talora causare incendi di dimensione tale da generare tempeste di fuoco che amplificavano il potere distruttivo dell'operazione.

## L'origine della dottrina
Il primo bombardamento aereo di cui si ha notizia venne sperimentato dagli austriaci durante l'assedio di Venezia nel 1849.
In quel caso vennero impiegate bombe spolettate con miccia trasportate a mezzo di aerostato.
Nel 1911, nel corso della guerra italo turca gli italiani sperimentarono il primo bombardamento con bombe gettate da aeroplano.
Seguirono nel 1912 bombardamenti aerei da parte dei bulgari nel corso della prima guerra balcanica.
Il bombardamento aereo divenne operazione usuale durante la prima guerra mondiale, quando la possibilità di gettare bombe alla maggior distanza possibile costituì un elemento essenziale della guerra di trincea.
Sebbene questi attacchi fossero inizialmente portati con strumenti terrestri come artiglieria pesante e cannoni ferroviari, apparve evidente il vantaggio del neonato mezzo aereo, che risolveva i problemi di scarsa mobilità e di difficoltà di approvvigionamento dei supercannoni a terra.
È in questo periodo che diventò chiaro che le guerre future si sarebbero sempre più risolte nel cielo e che si formò la dottrina del bombardamento tattico.
Contemporaneamente, la dottrina militare e politica comprese che la potenza aerea poteva essere usata per colpire i centri vitali logistici del nemico, come le industrie e le infrastrutture di trasporto e, addirittura, per colpire direttamente la popolazione civile, fino ad allora relativamente poco coinvolta dalle guerre non direttamente combattute sul proprio territorio.
Tutte le nazioni concorsero alla diffusione di questa dottrina. Negli Stati Uniti, nel 1925, il generale pilota Billy Mitchell fu condannato dalla corte marziale per insubordinazione dopo le sue dure critiche ed accuse di incompetenza nei confronti di esercito e la marina, in particolare quelle seguite alla perdita del dirigibile USS Shenandoah (ZR-1). Ciononostante, dimessosi dall'esercito, Mitchell dedicò il resto della sua vita a scrivere articoli e a tenere conferenze sull'importanza della tecnica rivoluzionaria del bombardamento aereo dei paesi nemici, rifiutandosi di trovare alcunché di illegale o immorale in questa strategia e riuscendo in buona misura a convincere i vertici della marina. Le sue parole ebbero larga eco negli ambienti militari, tanto che a Mitchell fu in seguito intitolato uno dei più importanti bombardieri statunitensi, il North American B-25 Mitchell.
Simili posizioni furono sostenute anche dal russo naturalizzato statunitense Alexander de Seversky, nel suo libro Victory Through Air Power del 1942. Il libro ebbe un tale successo che Walt Disney ne elaborò un documentario (in parte disegno animato in parte con de Seversky come narratore) dal medesimo titolo.
In Italia, il generale Giulio Douhet pubblicò un pamphlet in cui si sosteneva che l'avanzata delle truppe poteva essere facilitata dalla confusione che il panico avrebbe prodotto colpendo la popolazione civile del territorio nemico. Il panico avrebbe potuto essere "consegnato per via aerea".
In Germania, posizioni analoghe furono sostenute dal generale Erich Ludendorff nel suo libro Der Totale Krieg (La guerra totale), pubblicato nel 1935, in cui sosteneva che i civili dovessero essere considerati come combattenti e trattati conseguentemente. A differenza di Mitchell, Ludendorff incontrò l'adesione del governo e, in particolare, del gerarca nazista ed ex-pilota Hermann Göring.

### Bombardamenti durante la Guerra civile spagnola
Durante la Guerra civile spagnola vi fu un'importante transizione dal biplano al monoplano nei velivoli da bombardamento. Da parte repubblicana vi furono i primi bombardamenti strategici sulle città con perdite nella popolazione civile, come quelli su Saragozza, Siviglia e Cordova nell'agosto 1936; successivamente, il 23 luglio 1937, cinque aerei repubblicani, in realtà sovietici, bombardarono la città di Cáceres causando 31 morti e 64 feriti, 4 dei quali morirono in seguito;altri obiettivi furono Burgos, Alba de Tormes (Salamanca), Navalcarnero, Segovia, Cantalejo (Segovia), Cáceres, Córdoba, Daroca y Calatayud, Miranda de Ebro, Granada con centinaia di vittime tra la popolazione, e ancora tra aprile e dicembre 1937 su Palma di Maiorca, Granada e Talavera de la Reina.
Da parte tedesca, la dottrina di Göring aveva l'appoggio entusiasta di Adolf Hitler, ma richiedeva una verifica sul campo. L'occasione fu colta con la partecipazione della Germania in appoggio a Francisco Franco alla guerra civile spagnola. Pochi giorni dopo il bombardamento di Durango, che pochi giorni prima era stata duramente colpita dall'aviazione legionaria italiana con circa 200 morti verso le 4 e mezza del pomeriggio del 26 aprile 1937, venticinque bombardieri Junkers Ju 52 e Heinkel He 111 della Legione Condor, con al comando Wolfram von Richthofen (cugino del "Barone Rosso"), scortati da una ventina di caccia Messerschmitt Bf 109 e Fiat C.R.32, attaccarono la città basca di Guernica ed il ponte di Renterìa, sul fiume Oca. La città non era provvista di alcuna difesa, all'azione parteciparono anche tre bombardieri Savoia-Marchetti S.M.79 comandati dal Capitano Gori Cartillani, scortati da due squadriglie di caccia, al comando del tenente Ricci e del capitano Viola dell'Aviazione Legionaria italiana. Il bombardamento durò più di tre ore con bombe esplosive ad alto potenziale e bombe incendiarie. La città continuò a bruciare per giorni, e alla fine risultò distrutta per oltre il 70%. Le diverse storiografie sostennero differenti numeri di vittime: 1 650 civili secondo i repubblicani (dato riportato anche sul New York Times), addirittura nessuno per i nazionalisti, che sostenevano l'inesistenza del bombardamento e accusavano i repubblicani di avere appiccato volontariamente l'incendio alla città. Da testimonianze indipendenti si scopre come il bombardamento causò, invece, circa 300 vittime. Durante il prosieguo della guerra, altre città vennero bombardate dai nazionalisti come Madrid il 23 ottobre 1937 e nei giorni successivi.
Il 28 aprile, il New York Times riportò la notizia con un articolo di George Steer (peraltro non testimone oculare), che venne subito ripreso e tradotto dal L'Humanité. Pablo Picasso dipinse Guernica proprio in memoria dell'accaduto. Il parlamento tedesco ha presentato scuse formali per il bombardamento di Guernica il 24 aprile 1999. L'esperienza della guerra di Spagna convinse (erroneamente) l'aeronautica tedesca della superiorità del bombardiere medio, come ad esempio gli Heinkel He 111 e i Dornier Do 17, (entrambi in grado di operare solo di giorno e con un'autonomia di circa 1 200-2 000 km) come arma strategica e dell'aereo da attacco al suolo, come il Junkers Ju 87 Stuka, come arma tattica. I numeri di velivoli coinvolti in queste azioni furono comunque al più di poche decine e a distanze relativamente limitate dalle basi di partenza, e servirono a trovare riscontri pratici alle teorizzazioni formulate oltre che a portare il terrore tra la popolazione civile.

### Bombardamento di Coventry
Nella seconda guerra mondiale i bombardamenti diretti a colpire i civili iniziarono con i bombardamenti tedeschi su Varsavia e Rotterdam (che fu praticamente rasa al suolo) e proseguirono con un botta e risposta tra Germania e Inghilterra, sintetizzato dalle vicende di Coventry. La città, una delle architetture medioevali meglio conservate d'Europa, ospitava diverse fabbriche di interesse militare, che erano state spostate al di fuori delle zone residenziali per ridurre i rischi per la popolazione.
Il 25 giugno 1940 cinque bombe tedesche colpirono l'aeroporto della città di provocando 16 morti. Un'altra incursione, il 25 agosto, distrusse il cinema e in ottobre, in diversi raid vennero uccise 176 persone. Dal canto suo, l'8 novembre, la RAF bombardò Monaco, città in cui fu fondato il Partito Nazista.
La vendetta di Hitler si concretizzò nell'operazione Sonata al chiaro di luna: al tramonto del 16 novembre, circa 500 aerei si levarono dai campi di volo della Francia occupata diretti su Conventry. I bombardieri erano dotati di un sistema di navigazione radioassistita, chiamato X-Gerät, in grado di guidare i velivoli verso il bersaglio attraverso segnali radio usati come radiofari. Alle 7 di sera le sirene antiaeree di Coventry cominciano a suonare. Venti minuti dopo, la città viene illuminata dai bengala lanciati dai bombardieri, seguiti dalle bombe incendiarie al fosforo, che non possono essere spente dall'acqua. Gli incendi avevano lo scopo di illuminare il bersaglio per gli aerei che sarebbero seguiti. Alle 7.30, la seconda ondata di aeroplani colpisce con oltre 500 tonnellate di esplosivo e ulteriori bombe incendiarie. Le industrie in periferia sono appena sfiorate e la maggior parte delle bombe cadono nel centro della città.
Verso le 20.00, in centro infuriano centinaia di incendi e l'antiaerea non è più in grado di opporre alcuna resistenza. Le sirene suonarono il cessato allarme alle 6.15 del mattino; la città era ridotta ad un cumulo di macerie fumanti. L'attacco provocò 1.236 morti e 1.746 feriti. La devastazione fu così vasta che i termini "coventrieren", "to Coventrate" e "Coventrizzare" entrarono nelle lingue tedesca, inglese ed italiana come sinonimo di "devastare con bombardamento aereo". Due giorni dopo, per risposta, la RAF bombardò per la prima volta Amburgo.
Negli ultimi anni della guerra i tedeschi sperimentano per la prima volta l'uso terroristico di missili. Le V1, volando a velocità subsonica e con una rotta di crociera, erano rilevate dai radar e potevano, sia pure con difficoltà, a causa della loro velocità, essere intercettate dai caccia o abbattute dall'artiglieria contraerea con proiettili dotati di spolette di prossimità. In particolare i caccia inglesi potevano arrivare ad avere una velocità simile lanciandosi in picchiata verso il razzo.
Le V2 lanciate sull'Inghilterra avevano precisione scarsa ma non erano intercettabili perché dotate di velocità supersonica e traiettoria balistica, irraggiungibile da parte degli aerei., Il loro impatto psicologico era devastante: al contrario dei normali aerei, la loro velocità supersonica impediva che la popolazione fosse allertata, e il missile esplodeva sul bersaglio senza alcun preavviso visivo o sonoro.

## La dottrina dell’Area Bombing
I tedeschi colpirono numerose volte Londra tra il 1940 e il 1941, ma, al termine della battaglia d'Inghilterra, la Luftwaffe aveva perso moltissimi velivoli e, parallelamente, l'Inghilterra aveva decisamente rafforzato le proprie difese, così per un paio d'anni, i raid sia inglesi sia tedeschi si diradarono notevolmente.
La svolta avvenne quando il fisico Frederick Lindemann entrò nel Gabinetto di Guerra di Winston Churchill. Nel 1942, Lindemann presentò uno studio in cui si invocava una campagna di bombardamenti strategici delle città tedesche allo scopo non solo di colpire i centri industriali più importanti ma di distruggere deliberatamente il maggior numero di abitazioni, per ridurre la forza lavoro disponibile. Le case popolari dei quartieri operai, con la loro densità, sembravano un bersaglio adatto all'uso delle bombe incendiarie. Il Gabinetto accettò la proposta e il Maresciallo dell'Aria Arthur "Bomber" Harris venne nominato comandante in capo del Comando Bombardieri nel febbraio 1941.
All'industria venne richiesto un massiccio sforzo produttivo per la costruzione dei bombardieri strategici quadrimotore Handley Page Halifax e Avro Lancaster, con autonomia di circa 3.000 km, quota operativa superiore ai 7.000 m e, soprattutto, in grado di operare di notte.
La prima applicazione della nuova dottrina, nota come bombardamento a tappeto, avvenne il 30 maggio 1942 su Colonia. I circa mille bombardieri ottennero un risultato inferiore alle attese, a causa di errori di puntamento e alla mancanza di coordinamento, ma nel giro di un anno il sistema diventò micidialmente efficiente. La città bersaglio veniva sorvolata di notte da cacciabombardieri Mosquito che, grazie alla loro velocità e all'altitudine di volo risultavano praticamente al sicuro. Questi, sfruttando il sistema radar, da poco inventato, lanciavano con estrema precisione bengala rossi su punti specifici della città.
Immediatamente dopo, il Bomber stream di centinaia di bombardieri, seguendo i segnali lasciati, rovesciava da altissima quota tonnellate di bombe esplosive e incendiarie. Un singolo Lancaster era in grado di trasportare tra le 6 e le 10 tonnellate di ordigni. Con questo sistema venne colpita, a successive ondate il 24, il 27 e il 29 luglio 1943, in una missione denominata operazione Gomorrah, Amburgo, che pagò con oltre 50.000 vittime e più di un milione di senzatetto. La stessa sorte tocco a Kassel il 22 ottobre 1943, a Berlino tra novembre 1943 e marzo 1944, Norimberga nel marzo 1944 e a numerose altre città. Più della metà della città di Colonia fu rasa al suolo in questo modo.

### Bombardamento di Milano

1943: la zona compresa tra San Babila e largo Augusto dopo un bombardamento aereo; sullo sfondo è visibile la guglia del duomo

Dal 1940 al 1945 Milano, importante centro industrializzato d'Italia, fu oggetto di ripetuti bombardamenti ad opera degli aerei inglesi e statunitensi.
Notevoli i danni al patrimonio artistico. Particolarmente, in occasione delle incursioni del mese di agosto dell'anno 1943, vennero danneggiati il Duomo, la Basilica di Sant'Ambrogio, le Chiese di Santa Maria delle Grazie (l'Ultima cena di Leonardo da Vinci fortunatamente non subì danno), Sant'Eustorgio, San Satiro, San Tommaso, San Sebastiano, San Bernardino e San Carlo. Subirono altresì danni il Castello Sforzesco, la Galleria Vittorio Emanuele II, la Scala, la Ca' Granda, Palazzo Reale, Palazzo Sormani e molti altri edifici d'interesse storico od artistico.

### Bombardamento di Dresda
Il punto culminante venne raggiunto nel febbraio 1945 con l'attacco, nel corso dell'operazione Thunderclap, alla città barocca di Dresda. La notte del 13 febbraio, 796 Lancaster sganciarono 1 478 tonnellate di bombe ad alto potenziale e 1.182 tonnellate di bombe incendiarie. L'aeronautica tedesca, ormai in ginocchio, non fu in grado di opporre alcuna resistenza. Tre ore dopo, altri 529 Lancaster colpirono Dresda con 1 800 tonnellate di esplosivo. A mezzogiorno del 14, le fortezze volanti delle forze aeree Americane sganciarono altre 771 tonnellate di bombe, ripetendosi il giorno dopo con ulteriori 466 tonnellate.
La città si trasformò in un unico incendio. Alla fine, delle 28 410 case che costituivano il centro della città, 24 866 erano distrutte e un'area di 15 km quadrati completamente rasa al suolo, causando circa tra 18.000 e 25.000 vittime.
L'impatto psicologico sui superstiti fu devastante. Lo scrittore statunitense Kurt Vonnegut, prigioniero in un campo nei dintorni di Dresda durante il bombardamento, narrò la sua esperienza in Mattatoio n. 5, uno dei suoi libri più famosi.
I giustificazionisti sostengono che la città non avesse alcun interesse strategico o militare, ma così non è: Dresda era sia sede di industrie di componentistica prevalentemente aeronautica sia centro logistico importantissimo per lo smistamento di materiali e truppe per il fronte orientale. Il bombardamento non può essere classificato come crimine di guerra perché all'epoca il bombardamento a tappeto non era vietato da alcuna convenzione internazionale.

### Bombardamento di Hiroshima e Nagasaki
Sul fronte del pacifico, fino al 1944 la distanza tra le possibili base aeree statunitensi e il Giappone rendeva impossibile qualsiasi tentativo di attacco al suolo nemico. Una sola azione, più che altro propagandistica, venne portata a termine il 18 aprile 1942 da una formazione di 16 B-25 al comando del colonnello Doolittle decollati dalla portaerei USS Hornet che colpirono Tōkyō e Yokohama.
La svolta si ebbe con l'entrata in produzione, nel 1944, dei Boeing B-29 Superfortress, con un'autonomia di oltre 6.000 km, e con la concomitante conquista delle isole Marianne, che rendeva l'arcipelago nipponico entro il raggio di azione dei bombardieri americani. Inizialmente, vennero tentati dei bombardamenti diurni da alta quota su Tokyo, Nagoya, Osaka e Kōbe. Visti gli scarsi risultati, il generale Curtis LeMay, comandante del XXI Comando Bombardieri di stanza alle isole Marianne, passò ai bombardamenti incendiari. Furono impiegate bombe incendiarie sulle città giapponesi, particolarmente vulnerabili a simili attacchi a motivo dell'impiego del legno quale materiale edilizio.
La prima città colpita fu, il 3 febbraio 1945, Kōbe. Tokyo venne colpita in tre riprese, il 24 febbraio, il 10 marzo e il 26 maggio. Oltre 41 km quadrati della città, quasi interamente costruita in bambù, bruciarono; le stime indicano circa 100 000 vittime.
Uno degli atti più controversi della seconda guerra mondiale furono comunque i bombardamenti atomici di Hiroshima e Nagasaki, che causarono circa 90 000 morti all'esplosione. Se da una parte il Giappone aveva parlato di "150 milioni di martiri" per intendere che il suolo nipponico sarebbe stato difeso fino alla morte, il presidente Harry S. Truman decise l’utilizzo degli ordigni nucleari per terminare in modo definitivo la guerra e costringere il governo giapponese -e che fino all’ultimo era favorevole ad una continuazione della guerra - alla resa senza condizioni.

## Questioni etiche
Se il bombardamento a tappeto sia o meno stato efficace, è a 75 anni dalla fine della seconda guerra mondiale ancora motivo di accese polemiche. Quello che è certo è che non ottenne mai risultati pari alle aspettative di un cedimento rapido della controparte, piegata dalle perdite e distruzioni materiali.
Nonostante i bombardamenti, sia in Giappone che in Germania durante il 1944-45 la produzione industriale di tipo bellico, nonostante la drammatica crisi alimentare, raggiunse punte incredibilmente alte, e per giunta con le armi dei tipi più moderni. È evidente che il dispendio di risorse per costruire 50.000 bombardieri pesanti e la perdita di quasi 100.000 uomini non ottenne i risultati sperati in tal senso.

### Il teatro europeo
Quello che viene tuttora dibattuto è se la teoria del bombardamento a tappeto davvero finì per accorciare la guerra oppure fosse conveniente insistere con attacchi mirati, condotti da equipaggi selezionati e a bassa quota. Questa era la tesi del famoso pilota di bombardieri Guy Gibson, autore tra l'altro delle missioni contro la Ruhr, utilizzata in un certo qual modo anche dall'aereo noto in Italia come Pippo, e che erano in evidente opposizione a quelle del comandante del comandante inglese Bomber Harris. Il risultato finale sul fronte tedesco è comunque noto: il paese non capitolò fino a quando la capitale non venne espugnata casa per casa.
Gli statunitensi in Europa nella maggior parte dei casi evitarono bombardamenti indiscriminati, anche quando gli inglesi agirono in tal senso con una notevole progressione dal 1942 in poi. In Giappone invece gli Americani, applicarono in pieno le teorie del "terror bombing", detto anche "carpet bombing" o addirittura "de-housing", ovvero la teoria che motivava i bombardamenti sulle città indirizzandoli in teoria prevalentemente alle distruzioni materiali piuttosto che all'uccisione di civili.

### Il fronte del Pacifico
Sul fronte del Pacifico invece lo sgancio delle due bombe atomiche ottenne certamente l'effetto desiderato. Va detto però che il Giappone era oramai in ginocchio e senza più alleati, non aveva più riserve alimentari né petrolifere. Era sostanzialmente senza speranza sin dalla caduta di Okinawa, e documenti piuttosto recenti hanno dimostrato che tramite l'ambasciata dell'URSS cercasse di ottenere una resa almeno un minimo dignitosa per non urtare la sensibilità della casta militare che ancora comandava, vinta ma non doma.
Comunque siano andate le cose, le spiegazioni dichiarate a tutt'oggi dalla maggior parte degli storici e militari statunitensi (come anche dagli inglesi con la Germania) per giustificare le massicce distruzioni prima "convenzionali" poi nucleari sul territorio giapponese non possono essere razionalmente giustificate.
La teoria che l'uso delle atomiche potesse aver salvato molte più vite umane (americane) di quante ne spense ha indignato anche un filosofo politico statunitense, Mike Walzer, che l'ha definita nel suo libro Guerre giuste e ingiuste come «grottesca, blasfema, spaventosa ed orrenda», questione sottoposta a critiche anche da Lifton e Markusen in un'altra opera non casualmente intitolata The genocidal mentality: the Nazi holocaust and nuclear threat.
Eppure, come documentato anche in alcune interviste TV, molti dei reduci degli equipaggi che sganciarono la "bomba" sono rimasti convinti che quella era l'azione giusta da fare per porre finalmente termine alla guerra. Anche il famoso asso dell'aviazione della marina giapponese Saburō Sakai dichiarò nella sua autobiografia che se gli Stati Uniti non avesse usato le bombe atomiche, i giapponesi avrebbero continuato a combattere casa per casa fino all'ultimo.
Paradossalmente, è poi altrettanto indubbio che proprio il successo della campagna aerea ha dimostrato come lo sbarco anfibio in Giappone non fosse l'unico modo per piegare l'Arcipelago. Gli statunitensi avrebbero potuto considerare che nelle sue condizioni, tale paese non avrebbe resistito verosimilmente che per qualche mese ancora.
Può essere considerata anomala la rapidità che ebbero gli USA nell'usare l'atomica anche su Nagasaki, appena 3 giorni dopo Hiroshima. Ufficialmente, questo fu dovuto al fatto che le autorità giapponesi non risposero subito all'ingiunzione di resa richiesta dal comando americano. Molti storici hanno avanzato invece l'ipotesi che, essendo la seconda atomica di tipo diverso (al plutonio), l'interesse era di "testarla" anch'essa su di un bersaglio reale (la primissima arma nucleare, detonata ad Alamogordo, era in effetti al plutonio) prima che i giapponesi si arrendessero. Quel che è certo, è che a quel punto non esisteva più nessun motivo di natura meramente militare per avere tale premura.
Interessante l'ipotesi formulata nel 1947 da un fisico nucleare britannico e futuro premio Nobel per la fisica P.M.S. Blackett.
L'impiego dell'arma atomica era da riguardarsi piuttosto come il primo atto della guerra fredda che come l'atto conclusivo della seconda guerra mondiale.
La bomba, accelerando la capitolazione del Giappone avrebbe prevenuto l'attacco sovietico in Manciuria ovvero, quantomeno, ne avrebbe limitato gli effetti.
In ogni caso l'impiego dell'arma atomica sarebbe stato un non molto velato monito per l'Unione Sovietica, che da alleato in guerra si andava mutando in avversario in pace(P.M.S. Blackett:" Conseguenze politiche e militari dell'energia atomica ", Torino, Einaudi, 1949).
Altri storici sostengono invece che, date le terribili condizioni in cui i giapponesi tenevano i prigionieri e anche i civili nelle terre da loro conquistate in Asia continentale, tanto valesse abbreviare in ogni modo la guerra e liberare tutte quelle persone che rischiavano la morte entro breve tempo. Questa tesi potrebbe essere considerata valida, ma l'idea di uccidere centinaia di migliaia di civili in cambio di questo beneficio fa tornare direttamente alla definizione di Walzer, tanto più che ad Hiroshima esisteva un campo di prigionia in cui erano rinchiusi anche militari americani, morti a loro volta nell'esplosione.
Un altro tema, meno nobile senz'altro, che viene a dover essere citato è quello del razzismo e dell'odio che negli Usa era presente contro i "musi gialli", come testimoniato anche dalle condizioni degli immigrati giapponesi internati durante la guerra nei campi di prigionia. Questo sentimento era chiaramente esasperato dall'attacco a Pearl Harbor, ma già preesistente e ulteriormente acceso dalla propaganda bellica.
L'opinione pubblica si compattò in maniera straordinaria dopo il proditorio attacco, ma l'analisi critica del come ci si arrivò, ed in particolare di come Roosevelt ne fosse al corrente, almeno a grandi linee non venne e apparentemente non viene affrontata. L'errore capitale dei giapponesi di presentare la dichiarazione di guerra "in ritardo" condonò tutto. E l'opinione pubblica americana ha sempre avuto la tendenza a giustificare la campagna di bombardamenti sul Giappone come definitiva "vendetta" per Pearl Harbor, sorvolando tra l'altro anche sul fatto che lì i giapponesi colpirono esclusivamente un obiettivo militare. D'altro canto, i soldati giapponesi non erano solo disprezzati dal punto di vista razziale, ma anche temutissimi per la loro propensione a combattere fino alla morte in qualunque situazione.
I massacri di Tarawa, Pelielu, Iwo Jma e Okinawa stavano a dimostrarlo.
In sostanza, occorre ricordare che l'arte militare contempla la presa di una fortezza o per colpo di mano o per assedio. Visto e considerato che il colpo di mano sarebbe stato troppo dispendioso, allora non restava che l'assedio, che invece ha avuto successo, grazie alle mine, ai sommergibili e al potere aereo. Il problema fondamentale è che assediare una piazzaforte (tantopiù un Paese intero) difesa da una guarnigione determinata risulta spesso incalcolabilmente costoso non solo in termini di vite umane, ma anche in termini puramente economici.
Forse da parte americana mancò la volontà di aprire un dialogo ora che il Giappone era prostrato. È pur vero che ciò che mancò da parte giapponese, nonostante la ormai netta sconfitta militare, furono iniziative credibili e non tardive (le trattative - attivate informalmente e solo coi Sovietici, non gli Americani - erano ancora allo stadio embrionale nel tardo luglio 1945, due settimane prima di Hiroshima) volte a trattare una resa che tenesse conto della drammatica realtà dei fatti.
Quello che è certo, è che l'era atomica allora inaugurata pose gli USA, già incomparabilmente superiori in termini industriali ed economici e per di più non devastati dalla guerra nel territorio metropolitano, su di un piano in quel tempo realmente irraggiungibile per qualunque altra potenza rimasta tra le macerie del resto del mondo.

## Utilizzo in epoca moderna

### Guerra di Corea
A soli cinque anni dalla fine del conflitto mondiale si verificò una nuova occasione per il bombardamento strategico.
Il 25 giugno 1950 le forze nordcoreane varcarono la linea di demarcazione del 38º parallelo avanzando verso sud.
Il Consiglio di Sicurezza dell'O.N.U. prontamente condannò la Corea del Nord quale aggressore invitando gli Stati membri a fornire la massima assistenza alla Corea del Sud.
Una sì netta condanna e le conseguenti disposizioni furono rese possibili dall'assenza del Delegato dell'U.R.S.S. che impedì a questa potenza di esercitare il diritto di veto.
L'U.R.S.S. boicottava infatti i lavori dell'O.N.U. dolendosi che il seggio permanente riservato alla Cina nel Consiglio di Sicurezza fosse occupato dal rappresentante del governo di Chiang Kai Shek.

### Bombardamento di Hanoi
Al termine della guerra, anche se le notizie sull'effetto dei bombardamenti a tappeto si diffusero nel mondo, il Tribunale di Norimberga non ritenne di dover discutere l'argomento. La quarta Convenzione di Ginevra, nel 1949, stabilì un generico obbligo di protezione della popolazione civile, ma il clima della Guerra fredda non ne favorì l'applicazione pratica.
Durante la guerra del Vietnam, il generale LeMay disse che il Vietnam del Nord doveva essere «riportato all'età della pietra». Gli Stati Uniti, nel corso dell'Operazione Linebacker II, scaricarono tonnellate di bombe su Hanoi e Haiphong nel cosiddetto bombardamento di Natale del 1972. I bombardieri B-52 vennero usati, fino all'estate del 1973, anche per colpire la Cambogia ed il Laos, nonostante nessuna guerra fosse formalmente in atto.
Ciononostante, da una parte la sempre minore accettabilità politica e sociale delle azioni contro la popolazione civile, manifestata da intellettuali (Noam Chomsky) e artisti (Jane Fonda), e, dall'altra, la scarsa efficacia dello strumento in guerre di guerriglia costrinse i governi a rinunciare ai bombardamenti strategici.
Finalmente, nel 1977, il I Protocollo Aggiuntivo della Convenzione di Ginevra, bandì esplicitamente i bombardamenti di città, villaggi e altre aree contenenti concentrazioni di civili. Il protocollo proibisce esplicitamente l'attacco per bombardamento e ogni altro mezzo che tratta come un singolo obiettivo militare un insieme di obiettivi militari chiaramente distinti.
Ciononostante, le potenze nucleari continuano a mantenere arsenali di missili balistici muniti di bombe H che altro uso non possono avere se non quello del bombardamento strategico delle popolazioni civili.

### La guerra del Golfo
Finita la guerra del Vietnam, non si hanno più bombardamenti massicci contro la popolazione civile. Costi, efficacia e, non per ultimi, motivi umanitari, spingono i paesi, capitanati dagli Stati Uniti, a sviluppare armi di precisione, in grado di colpire singoli obiettivi. Ciononostante, azioni al di fuori di guerre contro obiettivi non esplicitamente militari, con scopi strategici, terroristici o di esecuzione mirata, vengono compiuti da vari paesi.
Il 7 giugno 1981, una stormo di F-15 e F-16 israeliani distrusse la centrale nucleare in costruzione a Osirak in Iraq.
Il 14 aprile 1986, Ronald Reagan ordinò raid aerei, nell'operazione chiamata Canyon El Dorado contro le città libiche di Tripoli e Bengasi, in cui morirono 60 persone, tra cui la figlia del leader libico Muʿammar Gheddafi, vero obiettivo dell'attacco. Il giorno dopo, la Libia lanciò due missili Scud B contro l'isola di Lampedusa, che ospita alcune installazioni dell'esercito statunitense. I missili, con una gittata di 290 km, caddero in mare aperto a circa quattro chilometri dall'isola.
I bombardamenti strategici tornarono nel 1991, durante l'operazione Desert Storm per la liberazione del Kuwait dall'occupazione irachena. A partire dal 17 gennaio, per dodici giorni, oltre mille missioni al giorno colpirono l'Iraq con bombe intelligenti, bombe a grappolo e missili cruise. Per rappresaglia, l'Iraq lanciò alcuni missili Scud verso l'Arabia Saudita e Israele.
La tecnologia delle nuove armi, basata su computer e sistema GPS, evitò che la generalità delle infrastrutture civili subisse danni, ma, in ogni caso, morirono circa 2 000 persone.

### La Guerra del Kosovo
La popolazione civile viene maggiormente danneggiata nel 1999, quando la NATO interviene contro la Serbia con l'intento dichiarato di proteggere la popolazione del Kosovo (Operazione Allied Force). In realtà, a tutt'oggi, non è chiaro se un intervento di questa portata fosse necessario e ha sollevato dubbi la dichiarazione dell'allora Segretario di Stato statunitense Madeleine Albright con cui si chiedeva «A quale scopo avere il miglior esercito del mondo quando non puoi usarlo?».
In ogni caso, con la motivazione che alcuni bersagli avessero doppio uso (civile e militare), furono distrutti quasi tutti i ponti sul Danubio, fattorie, centrali elettriche e infrastrutture di comunicazione. Particolarmente controversi sono stati gli attacchi al quartier generale del Partito Socialista Serbo, alla torre della Televisione di stato e, fatto che la NATO attribuisce ad un errore, ma non del tutto chiarito, all'Ambasciata Cinese di Belgrado.
Nuovi aspetti e conseguenze dei bombardamenti su obiettivi civili. Guerra ambientale e armi per la distruzione di massa indiretta.
Una commissione dell'ONU ha visitato le principali città serbe dove si sono registrati danni ambientali per misurarne l'entità: Novi Sad, Opovo e soprattutto Pancevo, dove maggiore è stata la contaminazione in seguito ad attacchi mirati ai suoi impianti chimici svoltisi a più riprese dal 4 aprile sino all'8 giugno, quando la tregua era già in vista, e dove la contaminazione raggiunta ha spinto i medici a sconsigliare la gravidanza per almeno due anni alle donne presenti in città in quei giorni. Emerge dai sopralluoghi e dalle testimonianze dei responsabili della missione ONU, di rappresentanti del WWF e di altri ricercatori come non solo non si sia trattato di errori, né di interrompere il processo produttivo, ma di distruggere gli impianti e causare determinati danni ecologici. K. Krusewitz, docente di pianificazione ambientale dell'Università di Berlino, rileva come si sia trattato di una nuova fase della guerra ecologica, paragonandola a quella più estesa condotta in Vietnam. Altri sottolineano come si sia violato la convenzione di Ginevra del 1977 che vieta "l'uso di armi e strategie belliche mirate determinare gravi, diffusi e duraturi danni all'ambiente naturale". Viene anche mostrato a più riprese come una vera e propria strage sia stata evitata solo grazie all'intervento di alcuni tecnici che hanno riversato nel Danubio le sostanze più pericolose poco prima che le cisterne dove queste erano collocate venissero colpite, producendo reazioni chimiche, come la liberazione di fosgene, un gas usato dall'esercito durante la prima guerra mondiale, che avrebbero sterminato la popolazione.